# Unité économique
L’unité économique est définie en France comme étant une entreprise indépendante ; si cette entreprise fait partie d'un groupe, c'est un sous-groupe défini comme l’ensemble des filiales du groupe ayant la même activité économique à un niveau donné de la nomenclature[source insuffisante].